# Bolligen
Bolligen is een gemeente en plaats in het Zwitserse kanton Bern, en maakt deel uit van het district Bern-Mittelland.
Bolligen telt 6.078 inwoners.

## Geschiedenis
Onderwijzeres en feministe Ida Somazzi (1882-1963) was een tijdlang aan de slag als lerares in de middelbare school van Bollingen.